# M2 (Wit-Rusland)
De M2 of Magistrale 2 is een hoofdweg in Wit-Rusland met een lengte van 34 kilometer. De weg loopt van Minsk naar de Nationale Luchthaven Minsk.

## Geschiedenis
Oorspronkelijk bestond de M2 alleen uit het gedeelte tussen Slabada en de luchthaven. De rest van de weg was onderdeel van de M1. Nadat de M1 in 1999 rondom Minsk is gelegd, werd ook het deel tussen Minsk en Slabada bij de M2 gevoegd.
M1 · 
M2 · 
M3 · 
M4 · 
M5 · 
M6 · 
M7 · 
M8 · 
M9 · 
M10 · 
M11 · 
M12 · 
M14